# 백도명

백도명(白道明, Domyung Paek)은 보건재해 피해자를 위해 활동한 대한민국의 의사, 의학자이다.

## 학력
- 서울대학교 의과대학 학사
- 런던 대학교 산업보건학 석사
- 하버드 대학교 산업보건학 박사[1]

## 수상
- 대한민국 인권상

1. ↑  http://www.doctorstimes.com/news/articleView.html?idxno=220090